# نانسي هانكس
نانسي هانكس (بالإنجليزية: Nancy Hanks)‏ هي مؤرخة الفن ومؤرخة أمريكية، ولدت في 1927، وتوفيت في 1983 بسبب سرطان.

## وصلات خارجية
- نانسي هانكس على موقع الموسوعة البريطانية (الإنجليزية)